# 通風口髮型

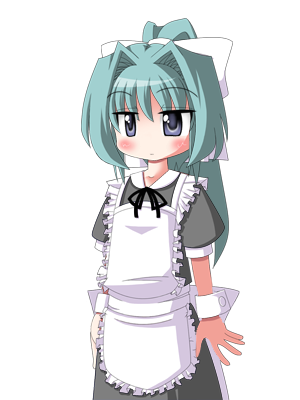
前髪從中間往左右兩邊分開，然後出現類似M字的形狀，即形成通風口髮型。

通風口髮型，是日本ACG作品中可常見的女性角色的髮型之一。
通風口髮型的特徵是前髮上方的部分頭髮先從中間往左右兩邊分開，再聳起一小段然後才開始下垂。如此一來從前方可看呈現「M」字的形狀，乍看之下像通風孔。